# Peniophorella
Peniophorella P. Karst. – rodzaj grzybów z klasy pieczarniaków (Agaricomycetes).

## Charakterystyka
Grzyby kortycjoidalne o owocniku rozpostartym, rozproszonym, przyrośniętym, o konsystencji od skórzastej do rogowej. Hymenofor gładki lub grudkowaty, biały do żółtawego. System strzępkowy monomityczny, strzępki ze sprzążkami. Subikulum cienkie i mało zróżnicowane. Cystyd kilku rodzajów: leptocystydy, metuloidy lub gleocystydy. W hodowli obserwowano także brodawkowate echinocysty i stefanocysty, ale są trudne do dostrzeżenia. Podstawki wąsko lub szeroko maczugowate z 4 sterygmami i sprzążką bazalną. Bazydiospory cylindryczne, elipsoidalne lub allantoidalne, gładkie, cienkościenne, oleiste, średniej wielkości lub duże, heterotaliczne.
Gatunki Peniophorella są także grzybami nicieniobójczymi. Świadczy o tym obecność stefanocyst, które są specjalną strukturą strzępek mającą zdolność przyklejania się do ciała nicieni.
Peniophorella różni się od Hyphoderma obecnością brodawkowatych cystyd, maczugowatymi podstawkami oraz heterotalicznymi, średnimi lub dużymi bazydiosporami.

## Systematyka i nazewnictwo
Pozycja w klasyfikacji według Index Fungorum: Rickenellaceae, Hymenochaetales, Agaricomycetidae, Agaricomycetes, Agaricomycotina, Basidiomycota, Fungi.
Gatunki występujące w Polsce:
- Peniophorella clavigera (Bres.) K.H. Larss. 2007
- Peniophorella echinocystis (J. Erikss. & Å. Strid) K.H. Larss. 2007
- Peniophorella guttulifera (P. Karst.) K.H. Larss. 2007 – tzw. strzępkoskórka kropelkowata
- Peniophorella pallida (Bres.) K.H. Larss. 2007 – tzw. strzępkoskórka blada
- Peniophorella praetermissa (P. Karst.) K.H. Larss. 2007 – tzw. strzępkoskórka cienka
- Peniophorella pubera (Fr.) P. Karst. 1889 – tzw. strzępkoskórka kosmata
- Peniophorella tsugae (Burt) K.H. Larss. 2007[4]

Nazwy naukowe na podstawie Index Fungorum. Wykaz gatunków i nazwy polskie według Władysława Wojewody (bez przypisów) i innych (z przypisami).